# Château de Montaillou
Le château de Montaillou est un ancien château fort du XIIIe siècle, de nos jours ruiné, dont les vestiges se dressent sur la commune française de Montaillou dans le département de l'Ariège, en région Occitanie.
Les restes du château font l'objet d'une inscription au titre des monuments historiques par arrêté du 21 décembre 1984.

## Localisation
Les restes du château sont situés au-dessus du bourg de Montaillou, dans le département français de l'Ariège. Les vestiges du donjon et de la basse-cour prennent place sur une butte, dominant la haute vallée de l'Hers, à la frontière entre l'ancien comté de Foix et le pays de Sault.

## Historique
Le château est attesté dès le XIIIe siècle lorsque son propriétaire Bernard d'Alion, seigneur de Donezan, épouse Esclarmonde de Foix, fille (sans doute illégitime) de Raymond-Roger de Foix, comte de Foix. Montaillou fait partie des dernières places fortes cathares à tomber, lorsque Bernard d'Alion est condamné pour hérésie et brûlé vif en 1258 à Perpignan. Le château est probablement démoli à cette époque. Il est reconstruit quelques décennies plus tard.
Un castrum est cité pour la première fois en 1272, dans la liste des forteresses du comte de Foix assurant la défense de la frontière du comté face à l'Aragon. En 1309, la population de Montaillou soupçonnée d'hérésie est arrêtée par l'Inquisition et rassemblée au château avant d'être transférée à Carcassonne afin d'y être interrogée. Aux XIVe – XVe siècle, la forteresse est l'un des points importants protégeant les limites du comté de Foix.
Au XVe siècle et pendant les guerres de Religion, le château doit être remis en état de supporter un siège. En 1415, Le fossé doit être nettoyé, les fortifications renforcés avec l'édification d'échauguettes crénelées et la mise en place de hourds sur les courtines de la basse-cour et l'approvisionnement en pierres à jeter sur les assaillants. Pour ce faire, on met à contribution les habitants du village pour le convoyage du bois, de la chaux, du sable, pour œuvrer sur le chantier, aménager les espaces de stockage de provisions dans la basse-cour, et d'un enclos pour les animaux. Les trente-deux hommes du village en âge de combattre seront employés à la garde et en cas d'attaque à la défense de la basse-cour, les soldats assurant celle du donjon. Chacun est équipé d'un casque (des cervelières et trois bassinets). Le reste de l'armement se compose d'épées, lances et boucliers. Certains usent de l'arbalète et ont vingt-quatre carreaux chacun. On ordonne également à la communauté de se procurer trois canons de moyen calibres et vingt boulets de pierre d'un poids de 5,5 kg pièce, pour chaque pièce d'artillerie, ainsi que la poudre nécessaire. De même, la communauté doit se doter de vingt arbalètes, avec trois douzaines de carreaux chacune, qui seront mis en réserve.
Le château ayant perdu progressivement son rôle de poste frontière, le roi de France Louis XIII ordonne son démantèlement en 1638.

## Description
Il ne subsiste actuellement que quelques pans de murs cristallisés du donjon et des courtines de la basse-cour, ainsi que la trace des fossés dont les pierres ont servi pour la construction du château.
La présence d'un cachot dans la partie basse d'une tour est attesté.

## Galerie

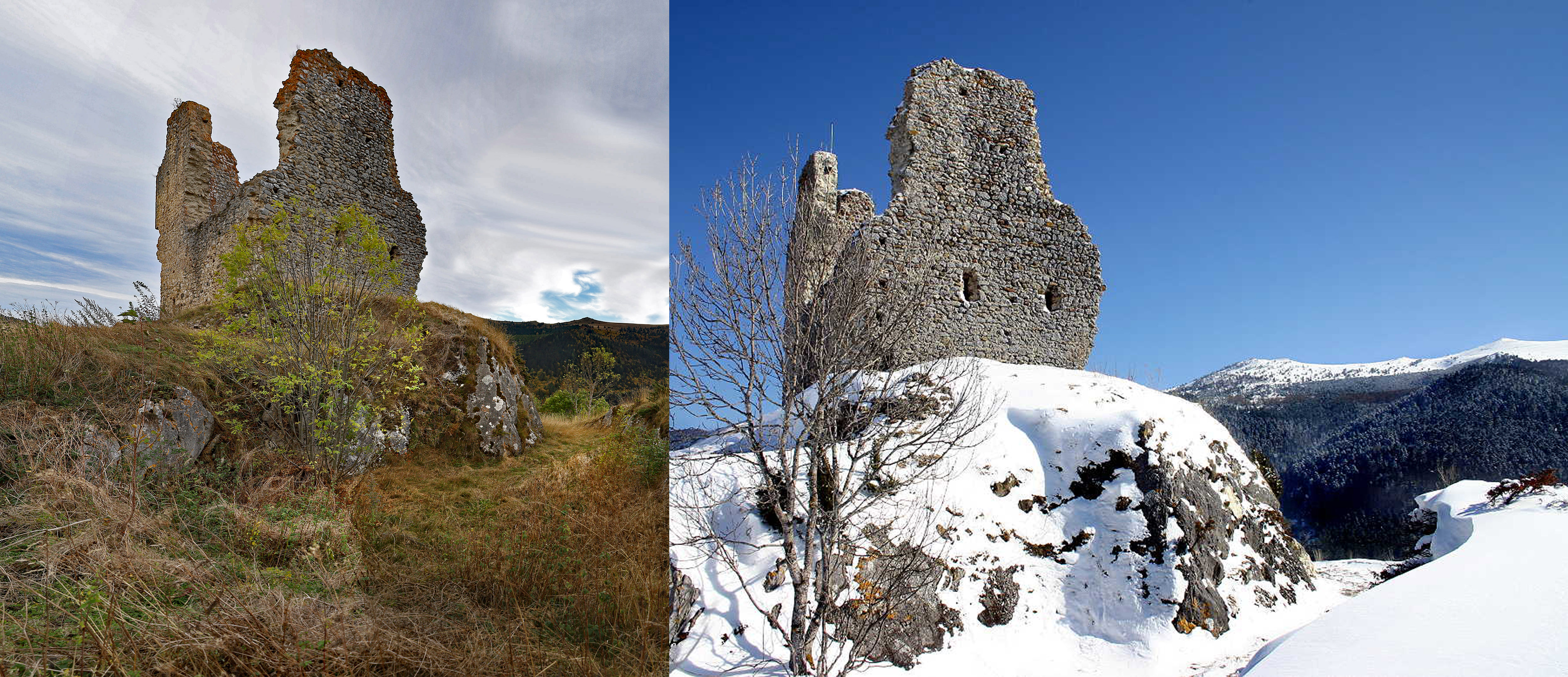
Le fossé sec.
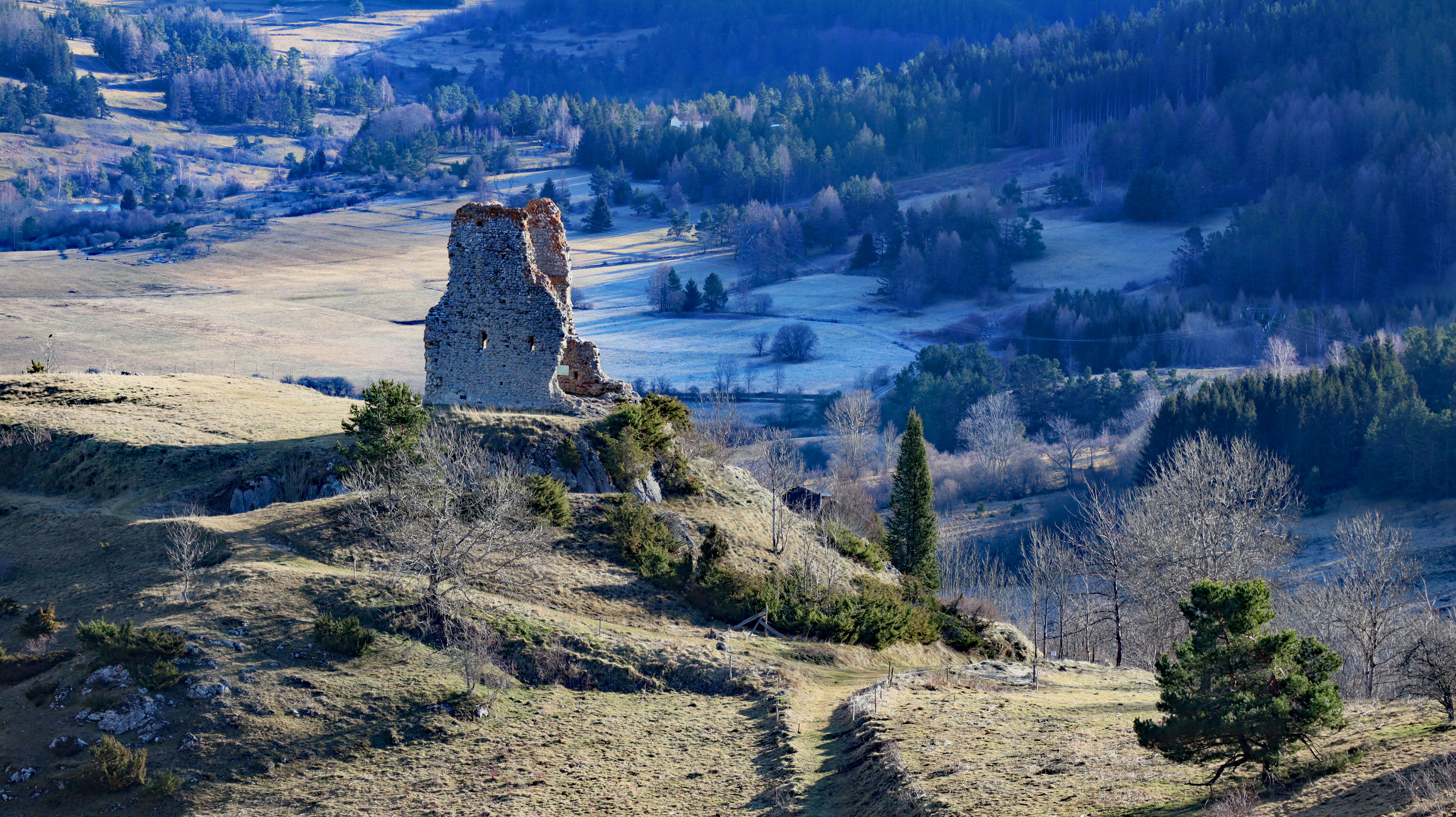
Vue de l'ouest.
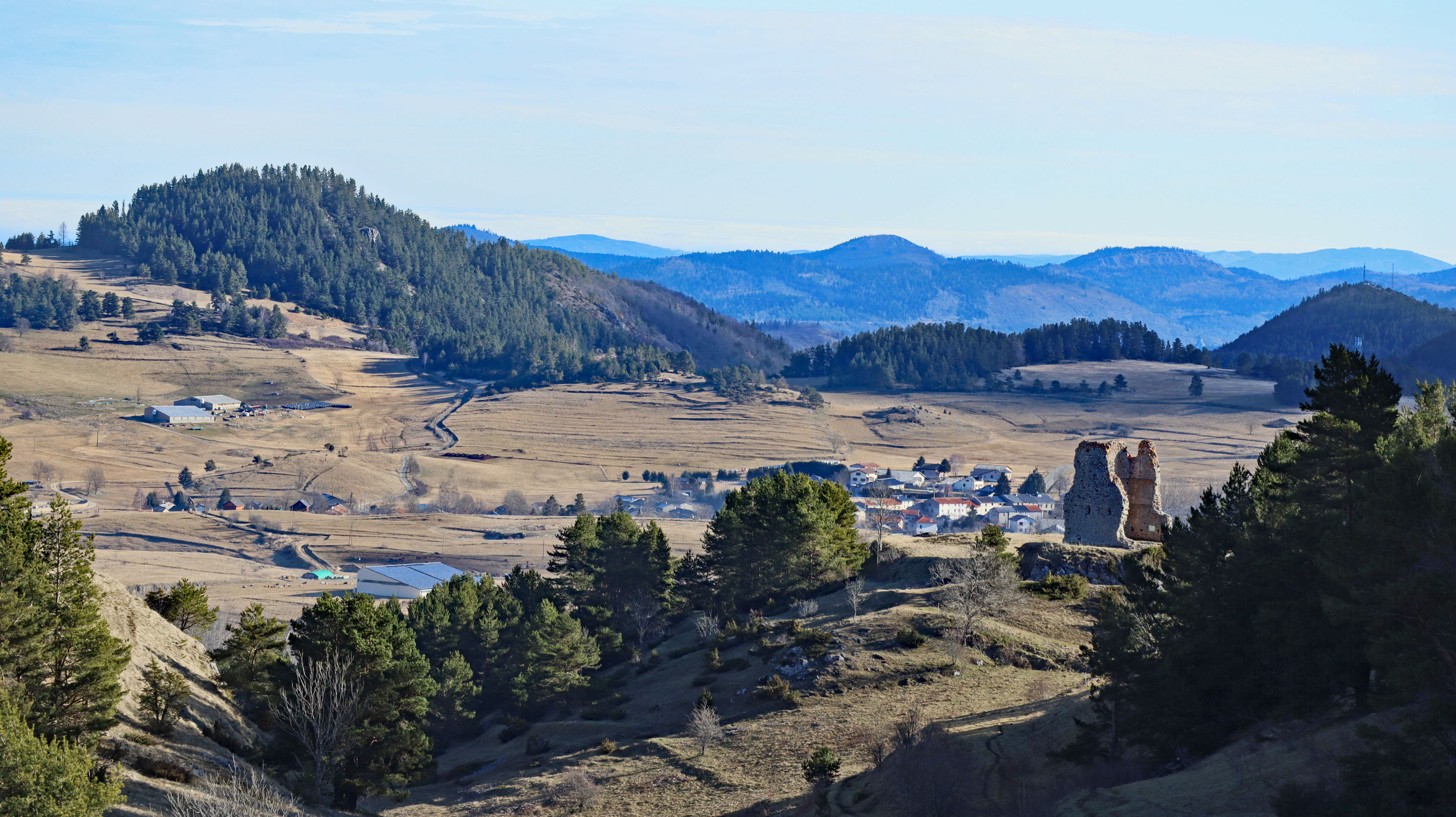
Au loin Camurac.
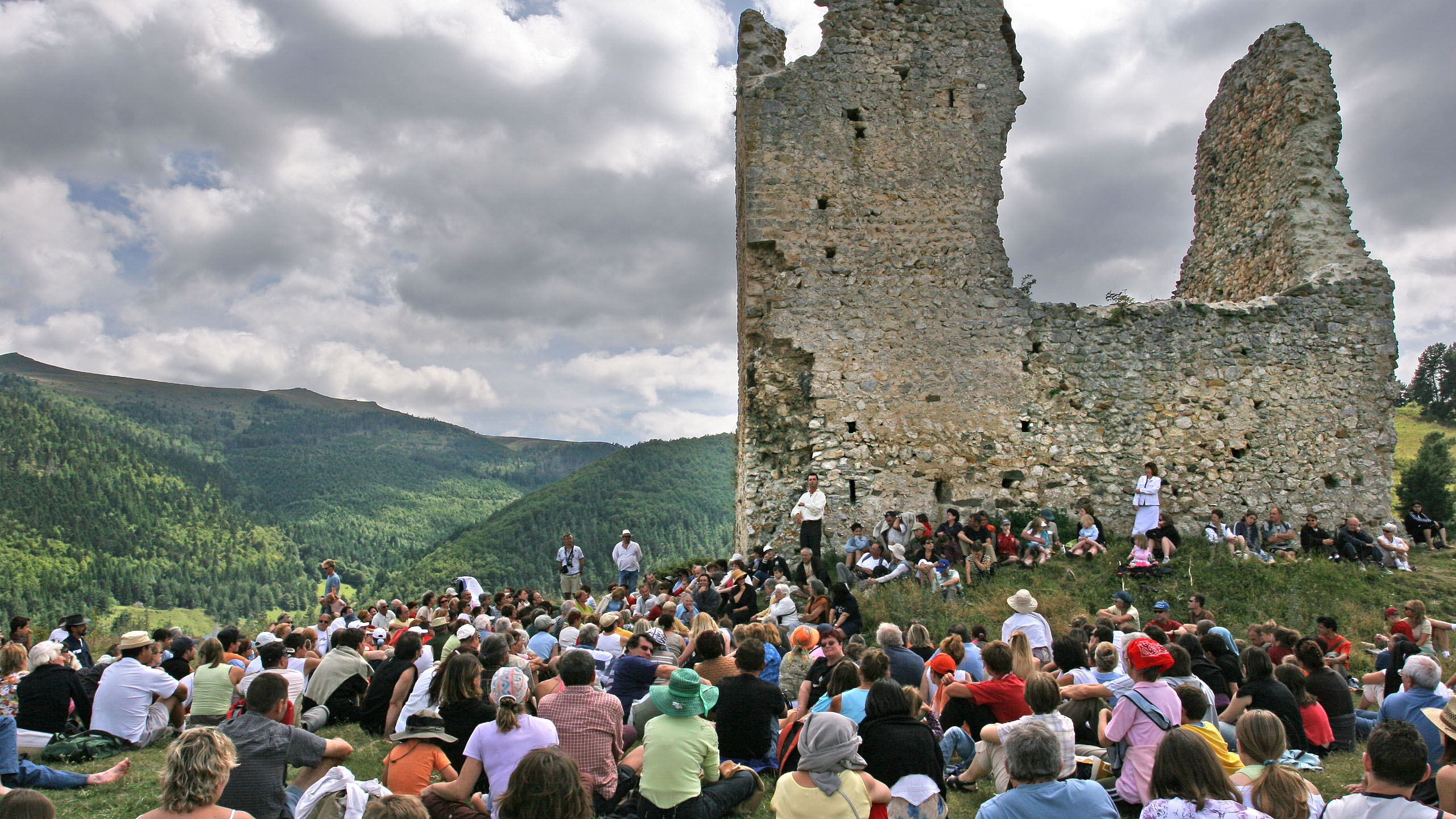
Olivier de Robert anime une visite scénarisée en 2006.
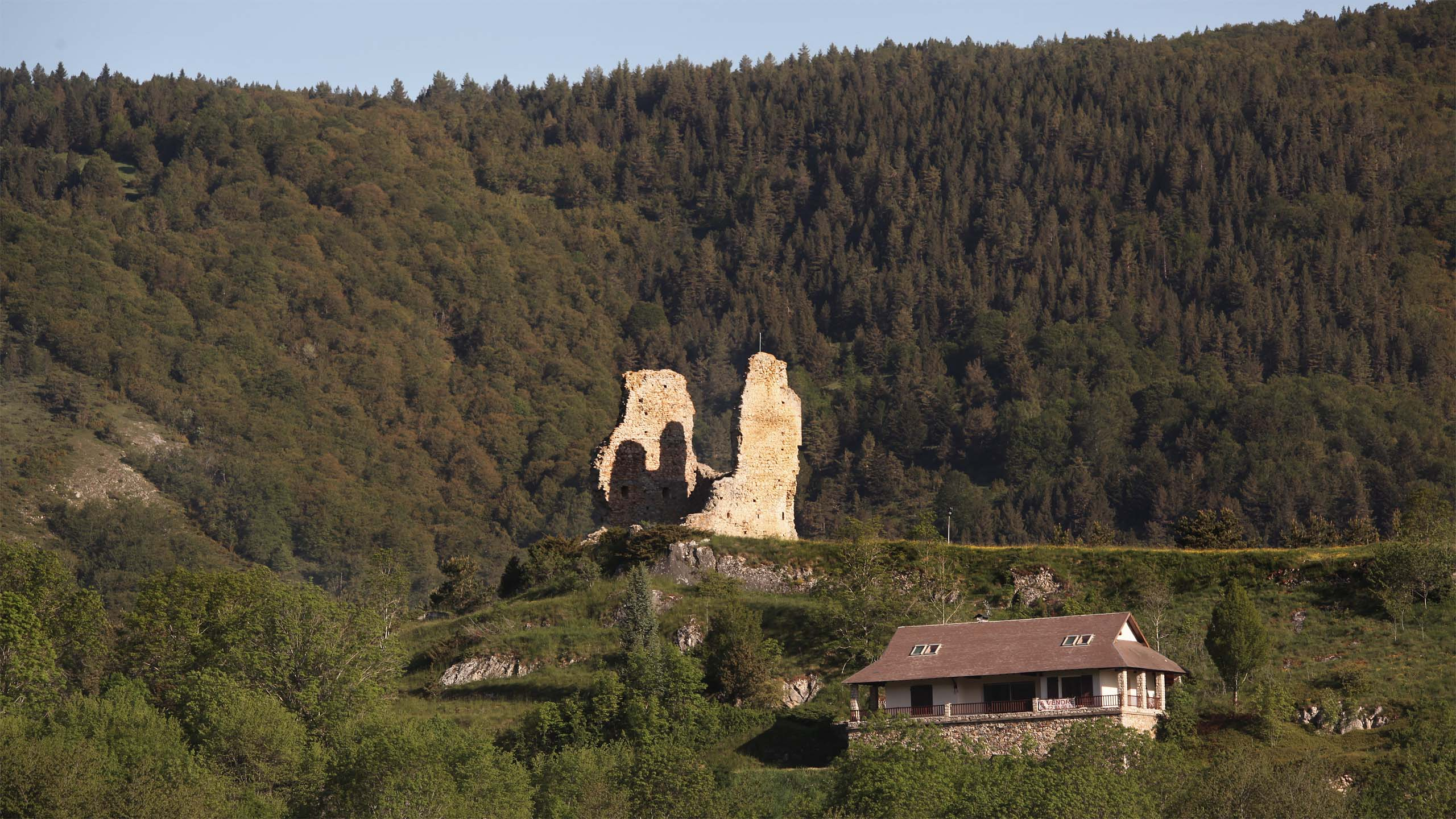
Le château en 2013.
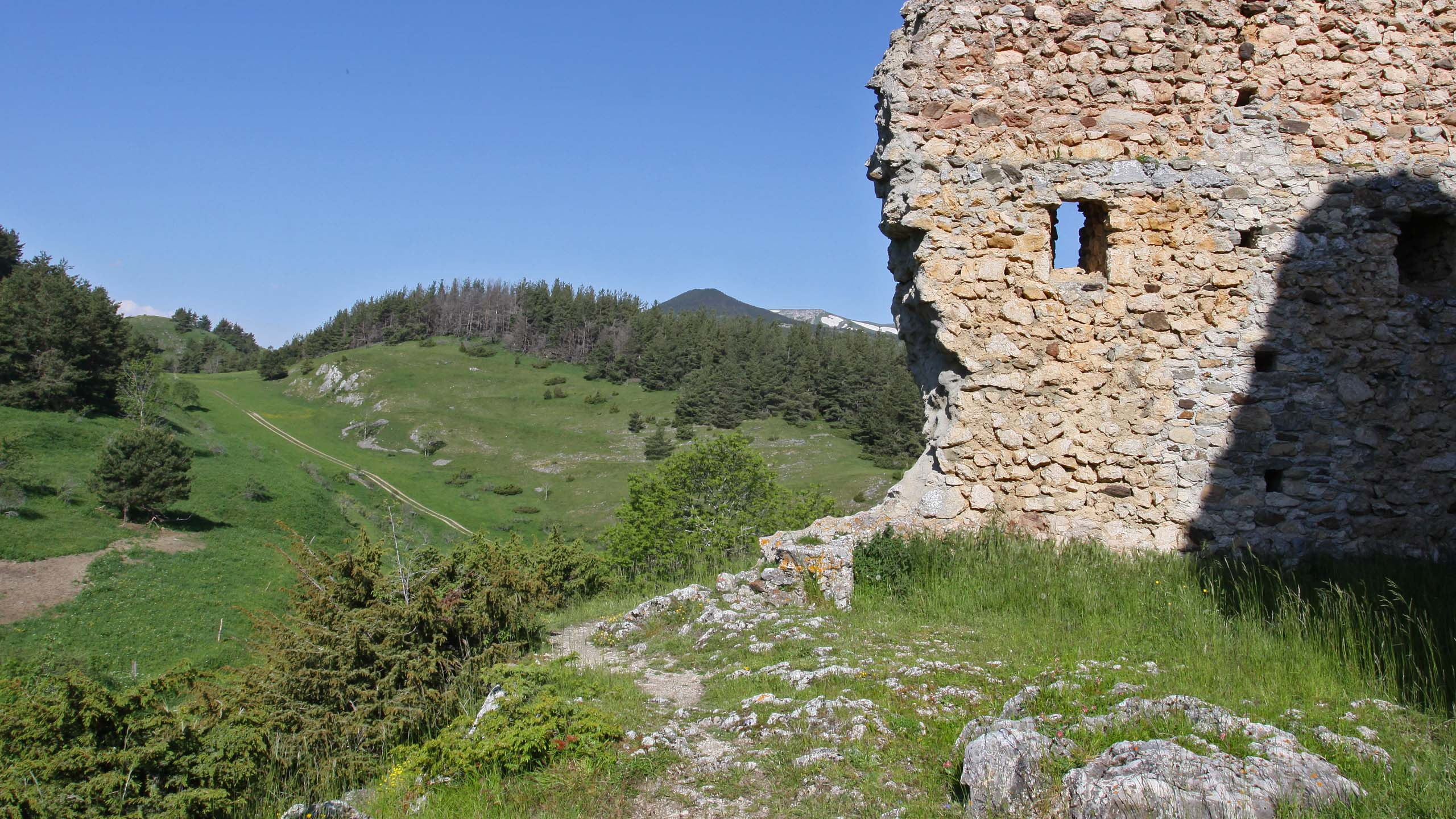
Intérieur du donjon.
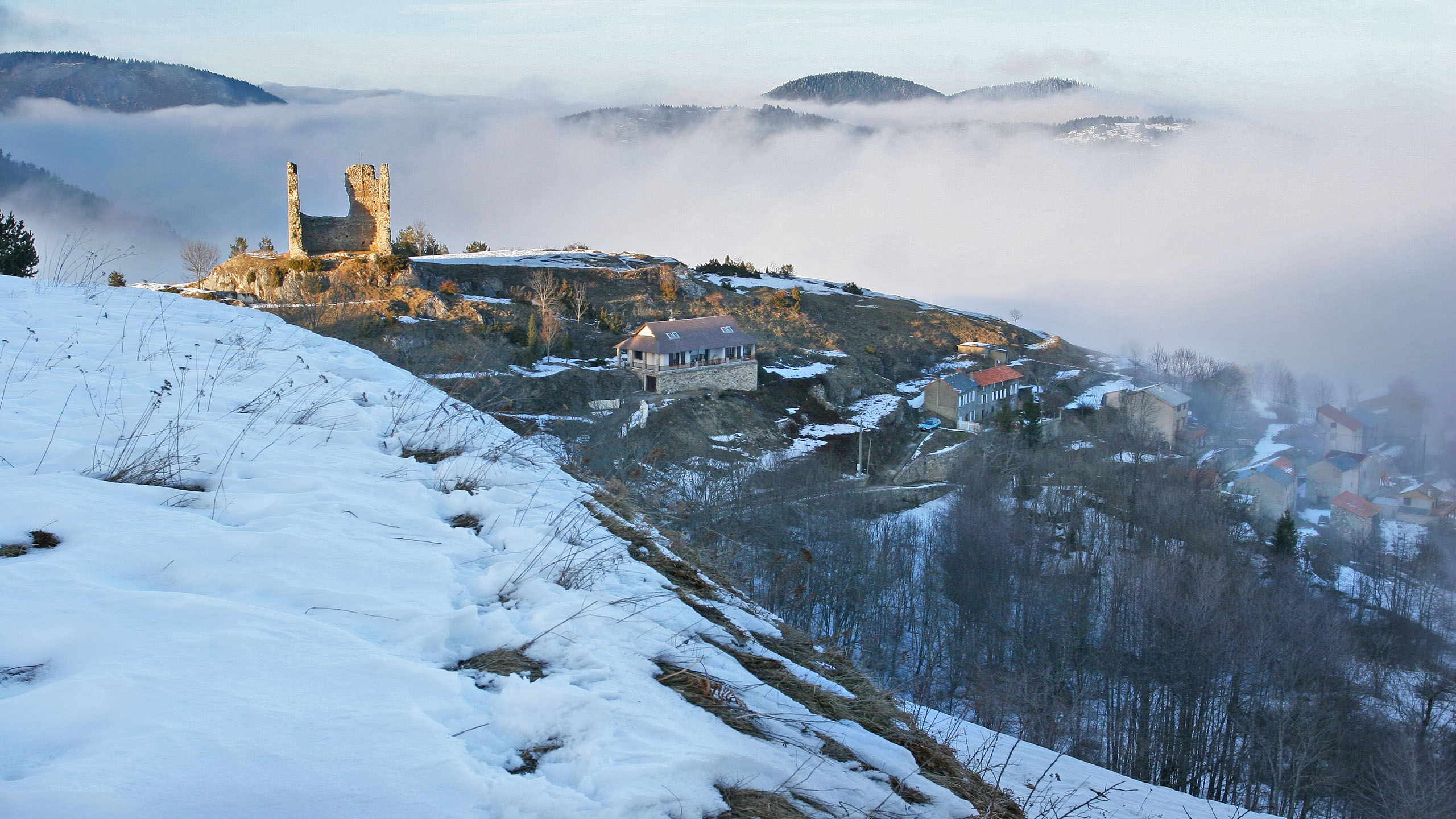
Montaillou neige et brume.
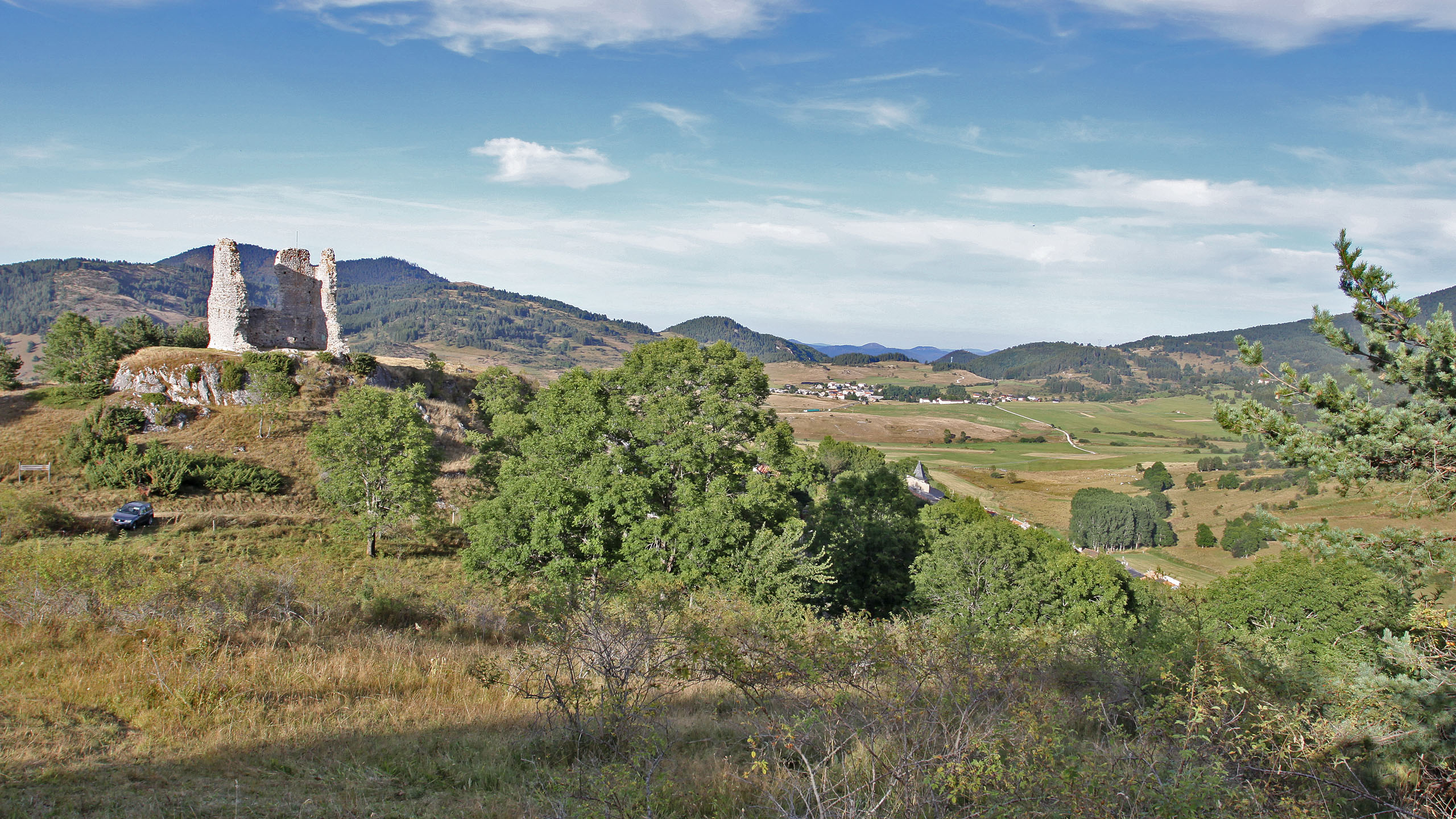
Vue du sud.